# ISO 45001
 (février 2023).

Logo de la norme ISO 45001

La norme ISO 45001 Systèmes de management de la santé et de la sécurité au travail - Exigences et lignes directrices pour leur utilisation (anglais : Occupational health and safety management systems -- Requirements with guidance for use), est une norme internationale publiée en mars 2018 qui spécifie les exigences pour un système de management de la santé et sécurité au travail (SST, anglais : OHS).

## Historique
La norme a été développée par le comité ISO/TC 283, après un long processus de rédaction, comprenant plusieurs projets rejetés et retravaillés entre 2015 et 2017, la norme a finalement été publiée officiellement le 12 mars 2018.
La perspective d’une norme ISO sur les Systèmes de Management de la Sécurité et Santé au Travail a été envisagée dès les années 2000 sous l’impulsion du BSI (les Britanniques ont publié une première norme de SMSST en 1996 : BS 8800, devenue OHSAS 18001 ). Mais plusieurs votes au sein de l’ISO ont d’abord été négatifs (une des raisons était la disponibilité et la légitimité du référentiel international ILO-OSH publié par l’OIT en 2001).
En 2013 un nouveau vote est enfin positif et l’ISO s’engage dans l’élaboration de son propre référentiel de SMSST. Le projet fait même l’objet d’un accord de coopération entre l’OIT et l’ISO (accord qui se terminera par une tension entre ces deux organismes, la norme ISO ne s'étant pas totalement alignée sur toutes les exigences minimum de l'ILO-OSH). La naissance de l’ISO 45001 est laborieuse mais arrive à terme début 2018.
De nombreux organismes nationaux de normalisation membres de l'ISO l'adoptent comme norme nationale (par exemple BSI qui en  fait d'emblée sa norme ISO 45001 en annulant ses propres normes de SMSST, dont celle mondialement connue OHSAS 18001) tandis que quelques pays ont décidé de ne pas en faire leur norme nationale (dont la France). Suite à sa parution, un délai de trois ans a été accordé pour la migration des entreprises certifiées selon OHSAS 18001 vers ISO 45001. 
L'ISO 45001 est diffusée en trois langues (anglais, espagnol et français) par l'ISO ou via ses membres (les organismes nationaux de normalisation).
En France, l’AFNOR a annoncé en novembre 2024 le lancement d’une révision de la norme pour intégrer des évolutions telles que la prise en compte des enjeux climatiques,
| Année     | Version / Étape                              |
| --------- | -------------------------------------------- |
| 1999      | OHSAS 18001:1999                             |
| 2007      | OHSAS 18001:2007                             |
| 2013      | Création du comité ISO/TC 283                |
| 2015-2017 | Projets de norme ISO 45001                   |
| 2018      | ISO 45001:2018                               |
| 2021      | Fin de la transition OHSAS 18001 → ISO 45001 |
| 2024      | Lancement de la révision ISO 45001           |

## Structure de la norme
Comme d'autres normes ISO récentes (notamment ISO 9001 et ISO 14001), l'ISO 45001 adopte le schéma « ISO High Structure Level (HSL) » en 10 chapitres commun à toutes les normes de managements. Cette structure facilite l'intégration avec d'autre systèmes de managements. 

## Domaine d'application
La norme ISO 45001:2018 spécifie les exigences relatives à un système de management de la santé et de la sécurité au travail (SMSST). Elle s’applique à tout organisme, quelle que soit sa taille, son secteur d’activité ou sa forme juridique, souhaitant établir, mettre en œuvre et améliorer un cadre structuré pour gérer les risques professionnels.
Elle permet à l’organisme :
- de prendre en compte les exigences légales, réglementaires et autres exigences auxquelles il a choisi de se conformer ;
- de fournir un environnement de travail sûr et sain pour ses travailleurs  ;
- l’amélioration continue ses performances SST[11].